# Pteropepon parodii
Pteropepon parodii là một loài thực vật có hoa trong họ Cucurbitaceae. Loài này được Raul Martinez Crovetto miêu tả khoa học đầu tiên năm 1950.

## Phân bố
Loài bản địa khu vực tây bắc Argentina, Bolivia.